# Синхронное плавание на летних Олимпийских играх 2016
Соревнования в синхронном плавании на летних Олимпийских играх 2016 года прошли с 15 по 20 августа в водном центре имени Марии Ленк. 104 спортсменки разыграли два комплекта медалей (в дуэтах и группах).

## Медали

### Общий зачёт
(Жирным выделено самое большое количество медалей в своей категории; принимающая страна также выделена)
| Общее количество медалей |        |        |         |        |       |
| Место                    | Страна | Золото | Серебро | Бронза | Всего |
| 1                        | Россия | 2      | 0       | 0      | 2     |
| 2                        | Китай  | 0      | 2       | 0      | 2     |
| 3                        | Япония | 0      | 0       | 2      | 2     |
| Всего                    | Всего  | 2      | 2       | 2      | 6     |

### Медалисты
| Дисциплина | Золото | Серебро | Бронза |
| Дуэты      | Россия · Наталья Ищенко · Светлана Ромашина | Китай · Хуан Сюэчэнь · Сунь Вэньянь                                                                                  | Япония · Юкико Инуи · Рисако Мицуи |
| Группы     | Россия · Наталья Ищенко · Светлана Ромашина · Александра Пацкевич · Светлана Колесниченко · Мария Шурочкина · Влада Чигирёва · Алла Шишкина · Гелена Топилина · Елена Прокофьева | Китай · Гу Сяо · Гуо Ли · Инь Чэнсинь · Ли Сяолу · Лян Синьпин · Сунь Вэньянь · Тан Мэнни · Хуан Сюэчэнь · Цзэн Чжэн | Япония · Куруми Ёсида · Юкико Инуи · Кэи Марумо · Рисуко Мицуи · Канами Накамаки · Маи Накамура · Кано Омата · Айка Хакояма · Айко Хаяси |

## Место проведения
| Водный центр имени Марии Ленк |
| ----------------------------- |
|                               |
| Вместимость: 8000             |